# Sambuca di Sicilia
Sambuca di Sicilia is een gemeente in de Italiaanse provincie Agrigento (regio Sicilië) en telt 6367 inwoners (31-12-2004). De oppervlakte bedraagt 95,9 km², de bevolkingsdichtheid is 66 inwoners per km².

## Impressie

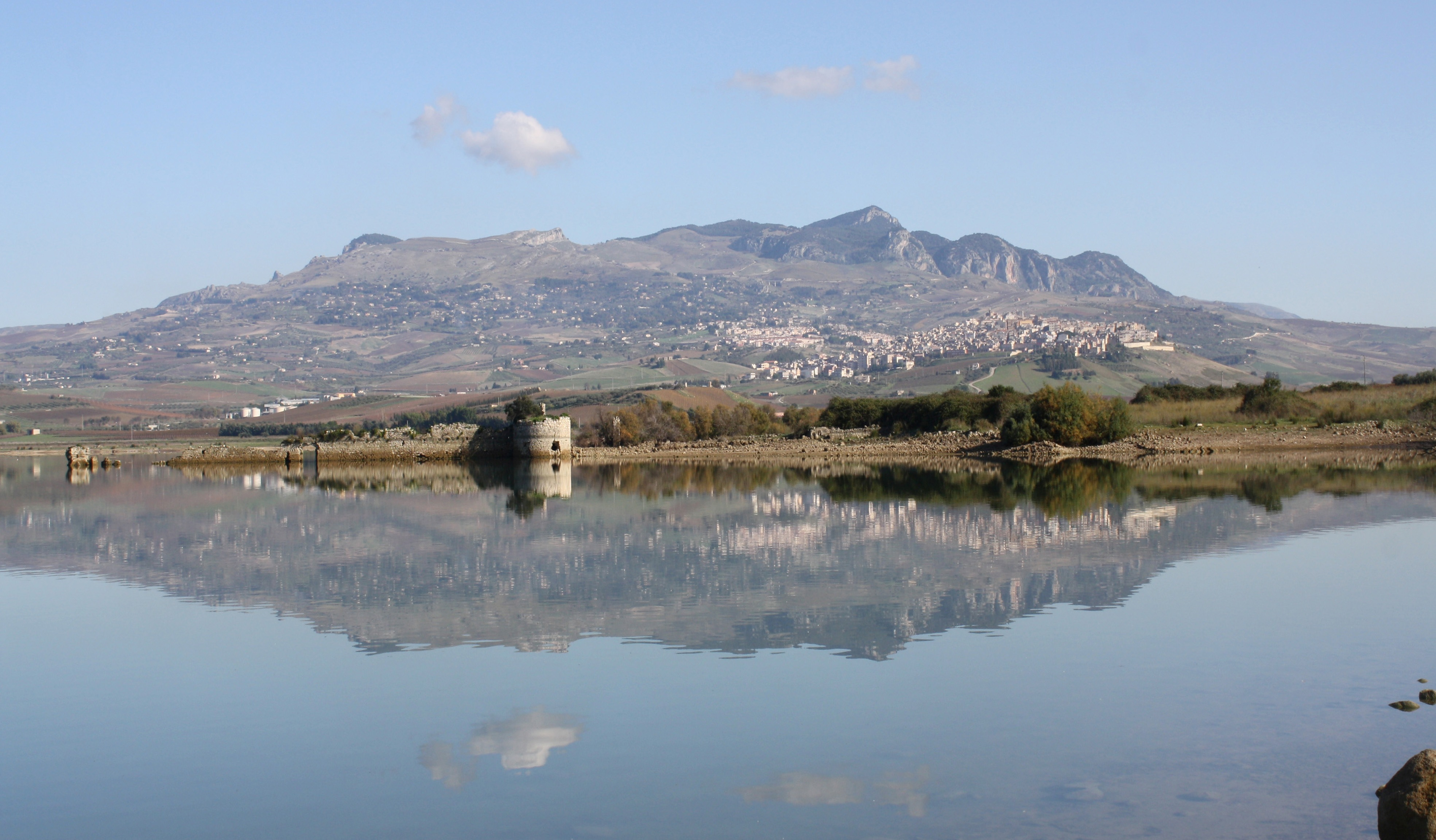
Uitzicht over Sambuca di Sicilia
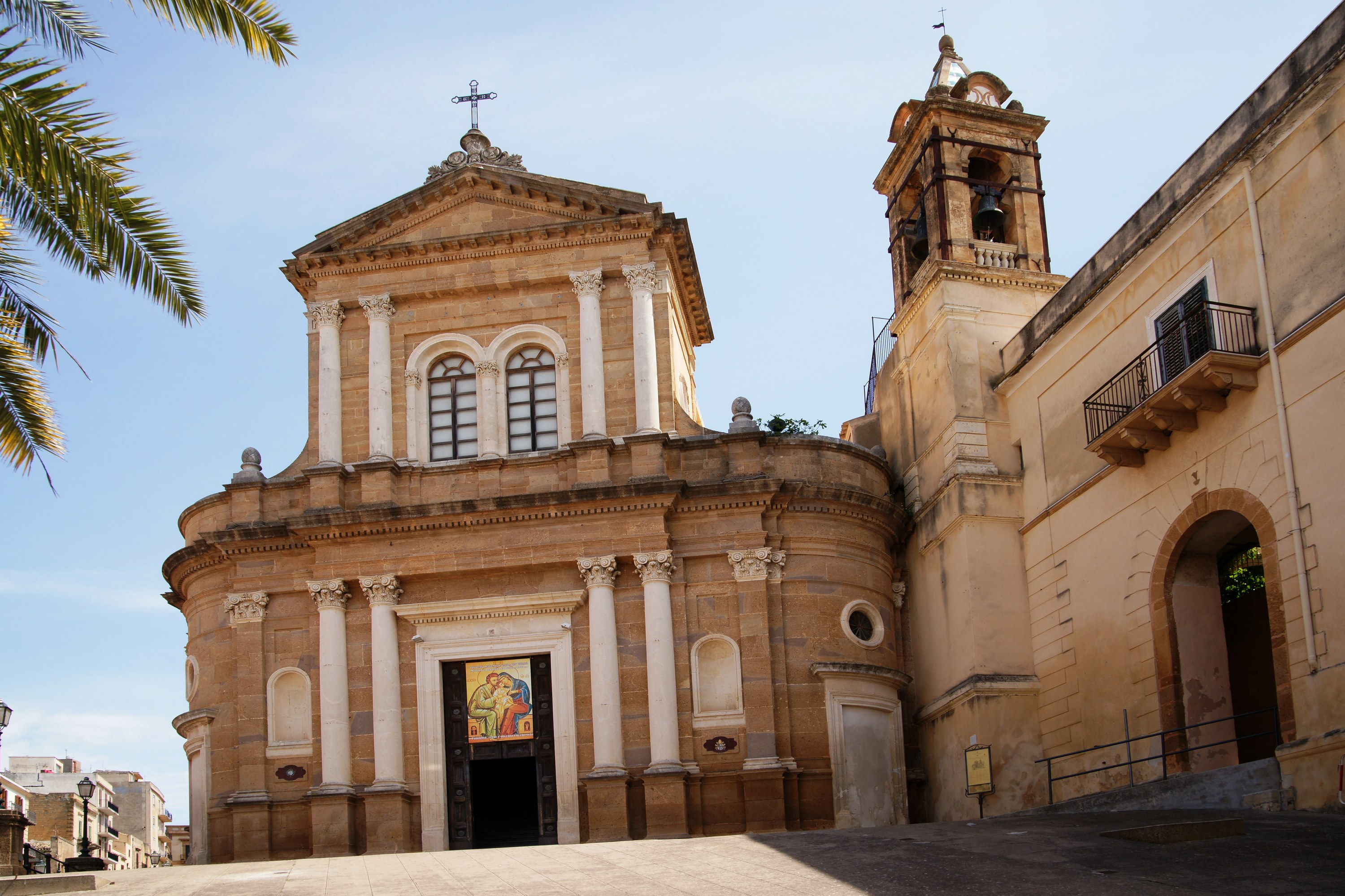
Kerk
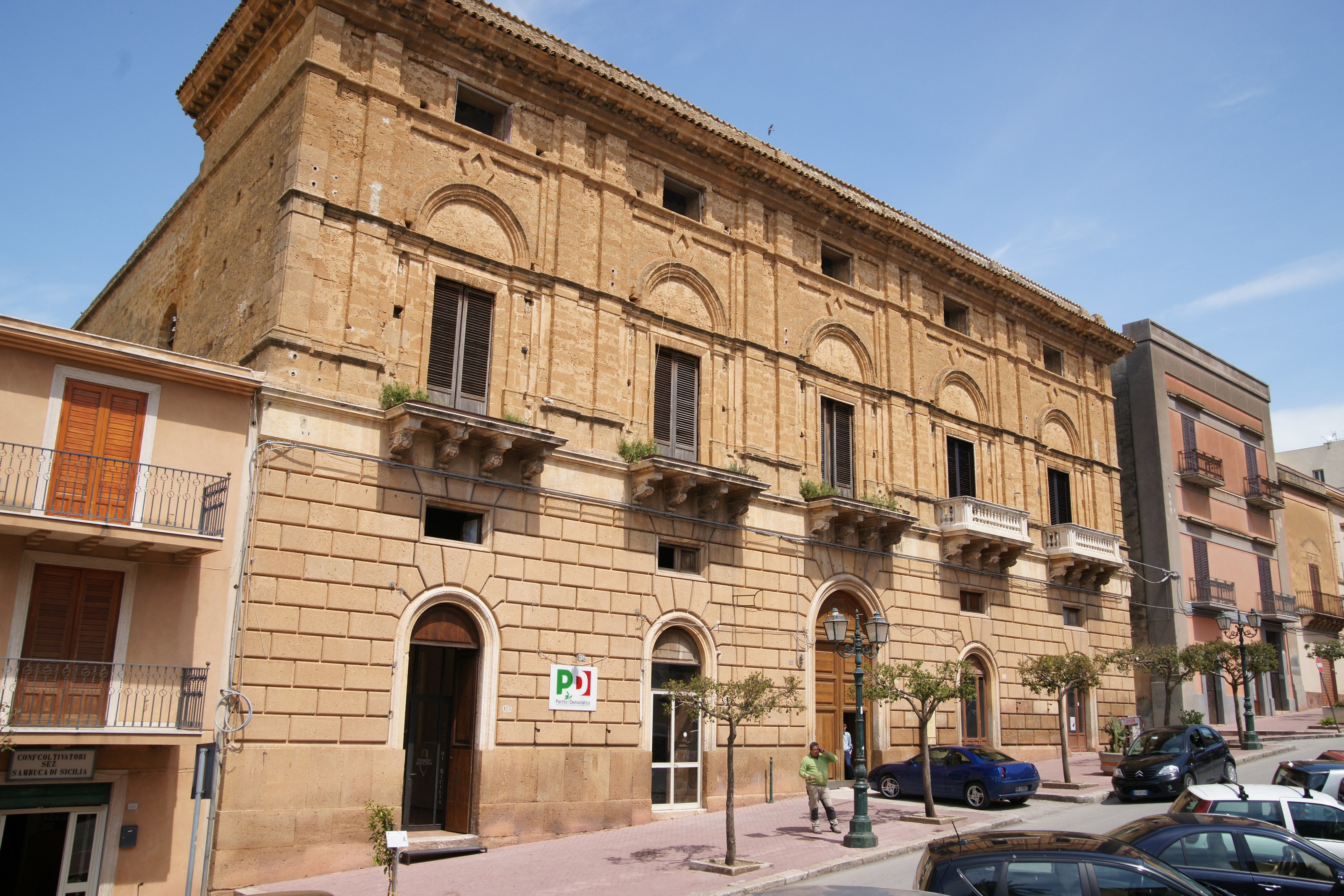
Palazzo chiacco
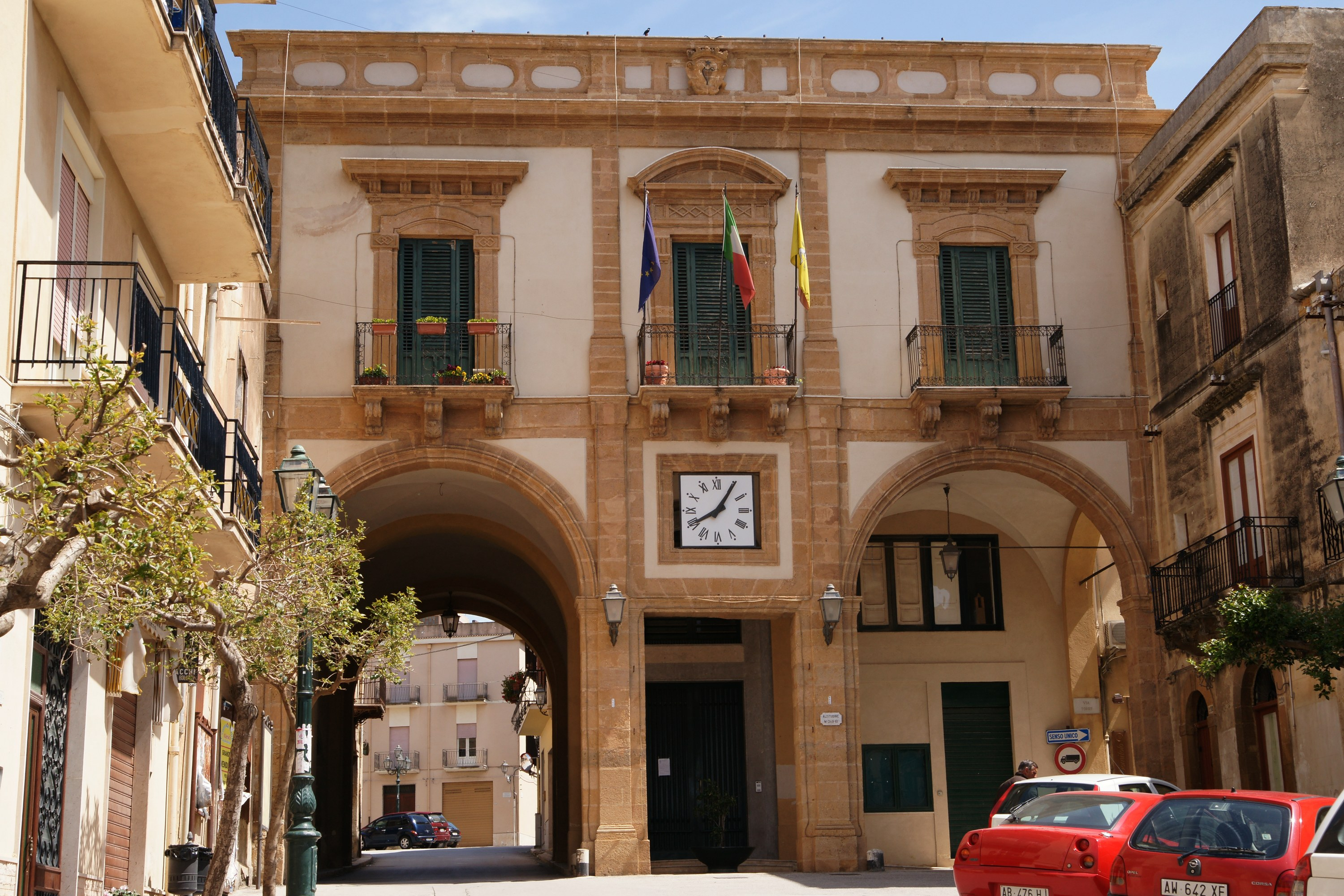
Palazzo dell arpa

## Demografie
Sambuca di Sicilia telt ongeveer 2395 huishoudens. Het aantal inwoners daalde in de periode 1991-2001 met 9,4% volgens cijfers uit de tienjaarlijkse volkstellingen van ISTAT.
| Jaar | Inwoneraantal |
| ---- | ------------- |
| 1991 | 6797          |
| 2001 | 6158          |

## Geografie
De gemeente ligt op ongeveer 350 m boven zeeniveau.
Sambuca di Sicilia grenst aan de volgende gemeenten: Bisacquino (PA), Caltabellotta, Contessa Entellina (PA), Giuliana (PA), Menfi, Santa Margherita di Belice, Sciacca.

## Geboren
- Giuseppe Amorelli, bisschop en titulair aartsbisschop van Syracuse